# Rospuda
La Rospuda è un fiume della Polonia nord-orientale, che scorre attraverso la regione di Suwałki. La sua continuazione, il Netta, è un affluente della Biebrza.